# Pepe Mujica – Der Präsident

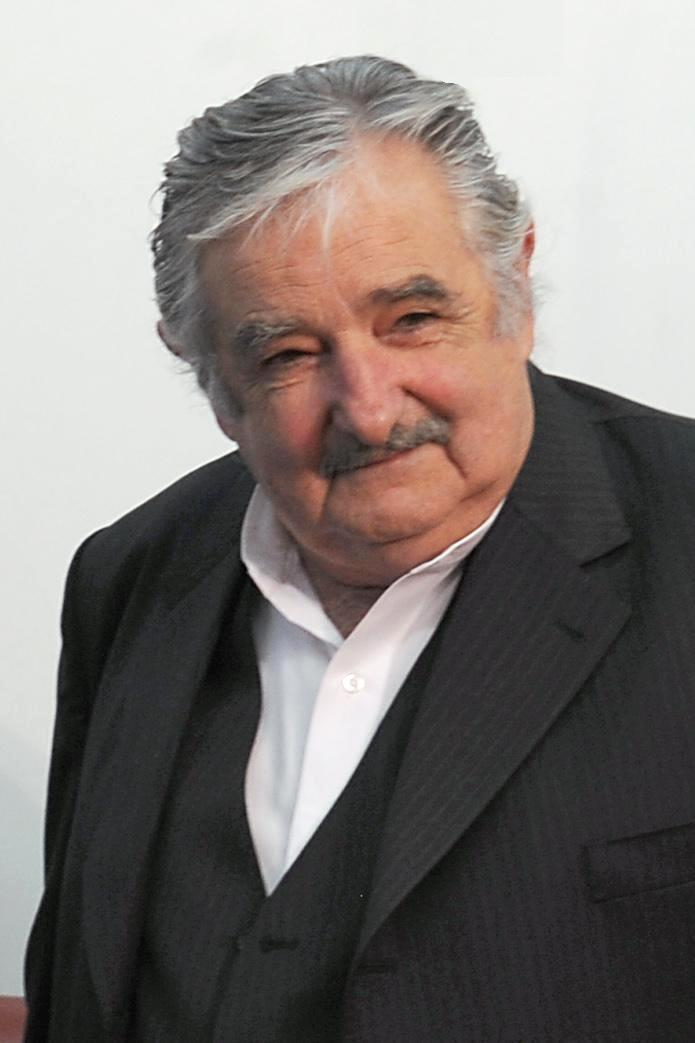
Pepe Mujica, 2009

Pepe Mujica – Der Präsident ist ein deutscher Dokumentarfilm von Heidi Specogna über José Mujica, den von 2010 bis 2015 regierenden Präsidenten Uruguays.

## Inhalt
Der Film schildert vier Handlungsfelder des Protagonisten:
1. Das Privatleben
2. Der Arbeitsplatz in Montevideo als Staatspräsident
3. Seine öffentlichen Reden
4. Auslandsreisen

Neben diesen aktuellen Aufnahmen enthält der Film auch Archivaufnahmen. Sie werden im Rahmen von Interviews gezeigt, die Pepe Mujica gibt. Es handelt sich dabei zum größten Teil um Schwarzweißaufnahmen, die im Zusammenhang mit einem Militärputsch im Jahre 1973 stehen und um Aufnahmen von der kleinen Farm seiner Frau, die vermutlich während der Dreharbeiten des Films Tupamaros - José Mújica 1997 entstanden sind.

## Hintergrund
Der Film dokumentiert die Person Pepe Mujica, die in mehrerer Hinsicht außergewöhnlich ist. Er besitzt eine gesellschaftliche Bedeutung, weil er ein Staatspräsident war.
Er besitzt ein rhetorisches Talent. Er verzichtet auf Luxus und Statussymbole und hat einen großen Teil seiner Pension gespendet und nicht privat genutzt. In Interviews erläutert er sein Verständnis von einem Sozialismus, der in den 1970er Jahren eine gewisse Popularität besessen hat und setzt dieses Verständnis in Bezug zu seinen aktuellen Aufgaben in der Legislative (Legalisierung des Anbaus von Cannabis) und der Exekutive.
Der Begriff der Authentizität wird dabei sowohl durch den Protagonisten als auch durch den Film in den Mittelpunkt gerückt.